# Білошицький Микола
Мико́ла Білоши́цький (6 грудня 1895, Житомир — після 4 травня 1922) — військовий, повстанець, командир 1-го куреня 1-го Волинського полку, в. о. командира 1-го Волинського полку Армії УНР, начальник міліції Житомирського повіту і міста Старокостянтинів; поручник Армії УНР.
Відповідно до українського законодавства є борцем за незалежність України у ХХ столітті.

## Біографія
В автобіографії подавав про себе таку інформацію:
| “В 1913 році закінчив місцеву гімназію і вступив до Київського університету. В 1914 році — в 19 пішому Костромському полку. 6 грудня того ж року закінчив військову школу і став прапорщиком. Переведений до 195 пішого полку, де дослужився до поручника. Двічі ранений. Нагороджений орденами Св. Станіслава З ступені з мечами і бантом і солдатським Георгієвським Хрестом 4 ст. Брав участь в антигетьманському повстанні. Потрапив до 17 Черняхівського Республіканського полку Армії УНР, в якому перебував до 15 січня 1919 року. 16 січня призначений курсовим старшиною Житомирської юнацької школи, де пробув до 14 лютого 1919 року. 15 лютого відряджений в розпорядження командира Корпусу СС. 19 лютого призначений в. о. начальника інженерної частини В.-Волинської оперативної групи. На цій посаді перебував до 20 квітня 1919 року. 24 квітня переведений на службу в 1-й Волинський стрілецький полк, де призначений на посаду командира 1-го куріня. Пізніше призначений в. о. командира цього полку. 30 квітня в бійці з большевиками під Кременцем потрапив у полон. 13 травня 1919 року втік з неволі і почав організовувати повстання в Житомирському повіті. 18—19 травня під час повстання був поранений в праву ногу. З приходом частин Армії УНР до Житомира призначений начальником міліції Житомирського повіту, а коли місто залишили — призначений начальником міліції м. Староконстянтинова. В жовтні 1919 року прийшли поляки і мене інтернували до табору Ланцут, де перебував до формування української армії. Після другої інтернації виїхав на Україну з групою отамана Голуба на повстання, де пробув до 25 лютого 1921 року. 16 листопада 1921 року переїхав до ЧСР і вступив до Кардового Університету. Прага, 4 травня 1922 року”. |
Хотів одночасно вчитися на межовому відділі Української Господарської академії в Подєбрадах, але дістав відмову через те, що вже навчався у вищому навчальному закладі.